# Déli pályaudvar (stacja metra)
Déli pályaudvar – końcowa stacja linii M2 metra w Budapeszcie. Znajduje się w Budzie. Mieści się przy Dworcu Południowym.